# Toby Wallace
Toby Wallace, född 11 november 1996, är en brittisk-australisk skådespelare. Han är bland annat känd för rollen som Campbell Eliot i Netflixserien The Society.

## Bakgrund
Wallace föddes i Storbritannien men flyttade till Australien vid 8 års ålder.